# 이선미 (희극인)
이선미(1981년 12월 15일~)는 대한민국의 희극 배우이다.

## 출연작

### 방송
- 개그야(MBC)
- 코미디하우스(MBC)
- 코미디쇼 웃으면 복이 와요(MBC)
- 웃는 day(MBC)
- 코미디에 빠지다(MBC)
- 뮤직 코믹쇼(MBC MUSIC)